# Liste des simples traités dans le Tractatus de herbis

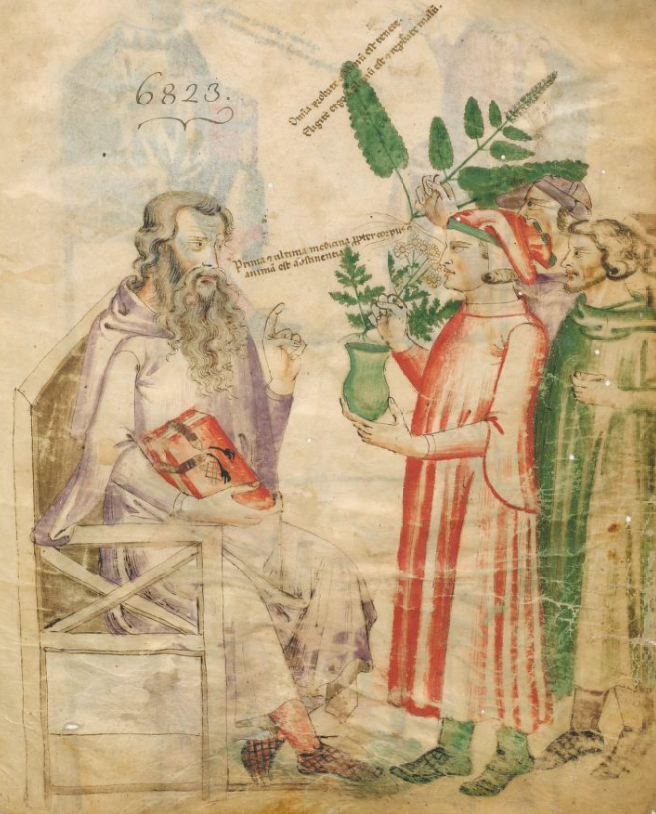
Frontispice du, représentant probablement Manfred de Monte Imperiale. Il fait face à des docteurs lui présentant des plantes à identifier (Bétoine et Armoise).

Le Tractatus de herbis est un traité de matière médicale en latin dérivé du Circa instans et transmis par un grand nombre de manuscrits médiévaux entre le XIIIe siècle et le XVIe siècle. Il décrit plus de 500 simples, regroupés en chapitres selon leur initiale.
Cette liste présente les simples traités dans le manuscrit Egerton 747, qui est admis comme le texte le plus ancien, ainsi que leurs occurrences dans les principaux manuscrits appartenant à cette tradition. Elle renvoie également à deux manuscrits contenant un Livre des simples médecines, qui est la traduction en français du Tractatus de herbis, ainsi qu'à une édition du Grant Herbier en françoys, qui en est directement issu.
Certains ouvrages, et notamment les manuscrits du groupe d'Italie du Nord, traitent de substances supplémentaires qui ne sont pas présentées ici.

## Liste des simples
Les différents simples du Tractatus de herbis sont détaillés dans les sous-listes suivantes :
- Liste des simples traités dans le Tractatus de herbis : A-B
- Liste des simples traités dans le Tractatus de herbis : C-E
- Liste des simples traités dans le Tractatus de herbis : F-K
- Liste des simples traités dans le Tractatus de herbis : L-N
- Liste des simples traités dans le Tractatus de herbis : O-R
- Liste des simples traités dans le Tractatus de herbis : S-Z

## Index thématique
Index alphabétique des différentes substances décrites dans le traité, classées selon les catégories figurant dans les derniers manuscrits de la tradition du Tractatus de herbis (fin du XVe siècle et début du XVIe siècle). Les points d'interrogation indiquent les identifications incertaines ou débattues.

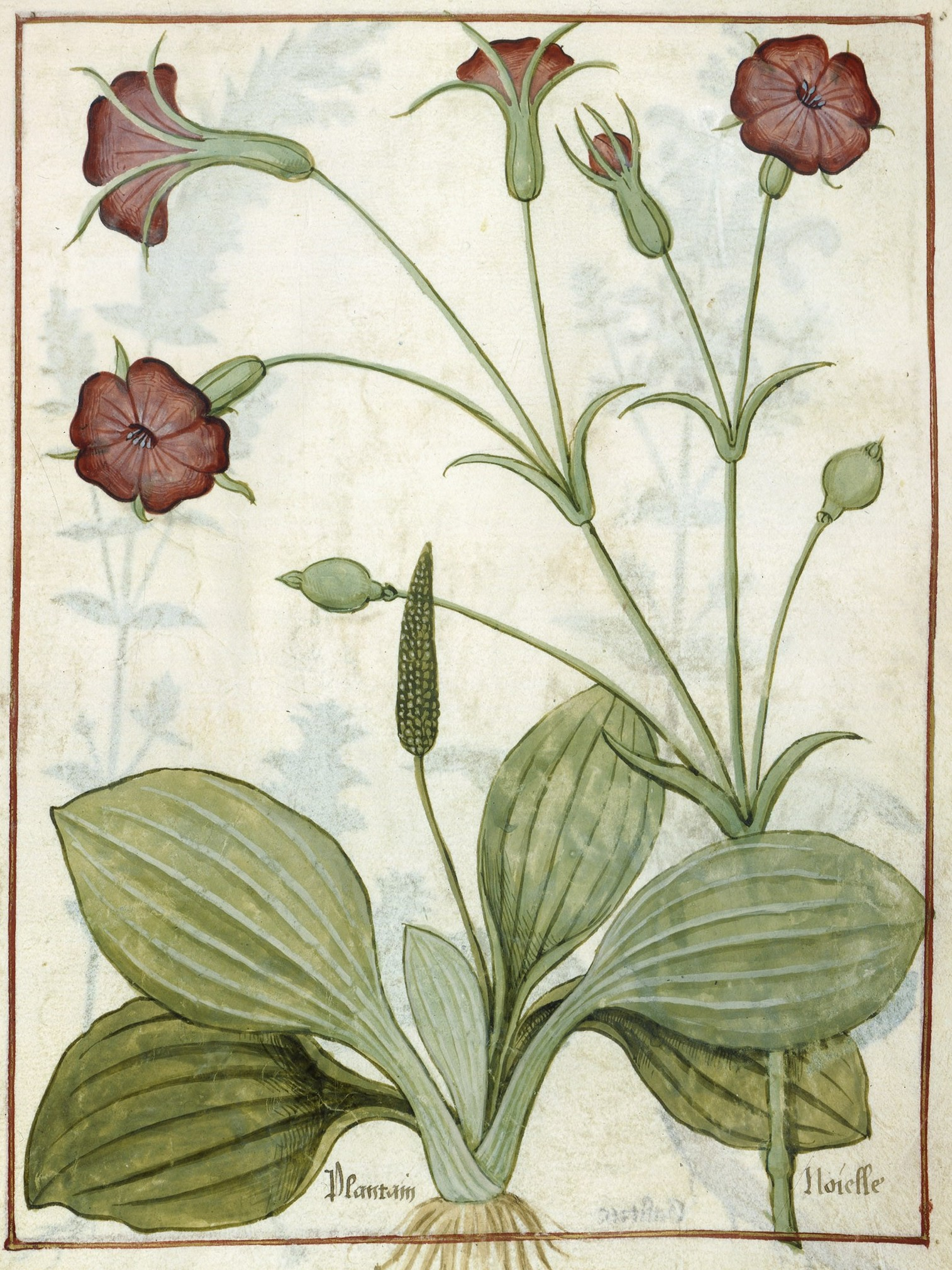
Herbes
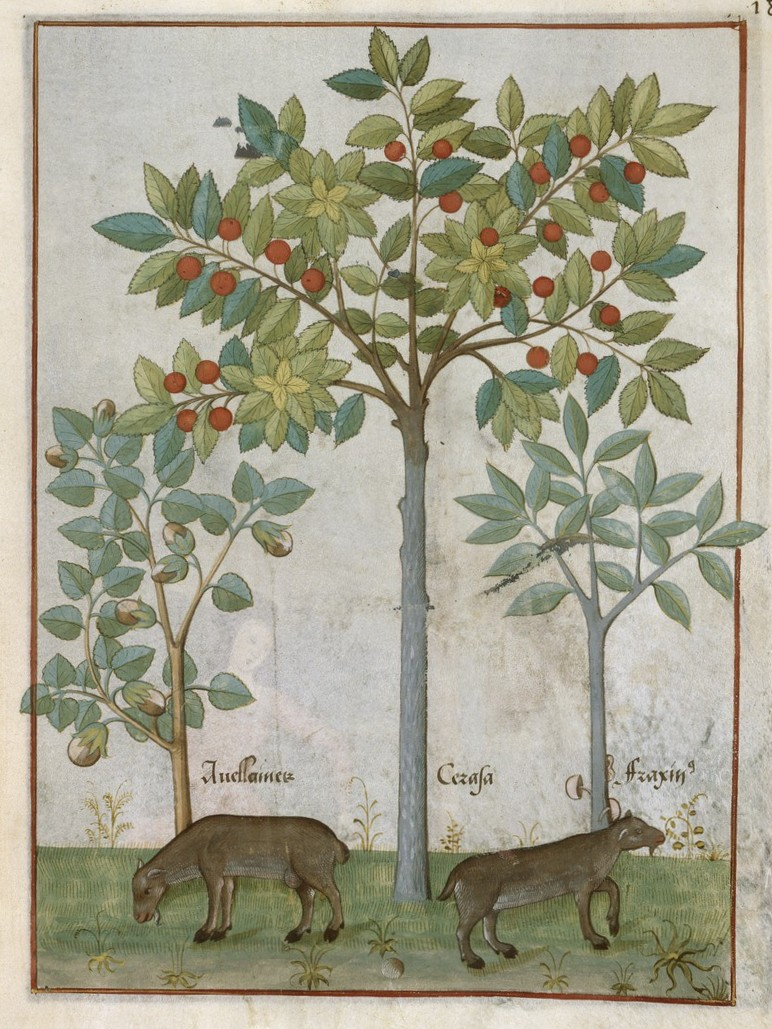
Arbres, fruits et résines
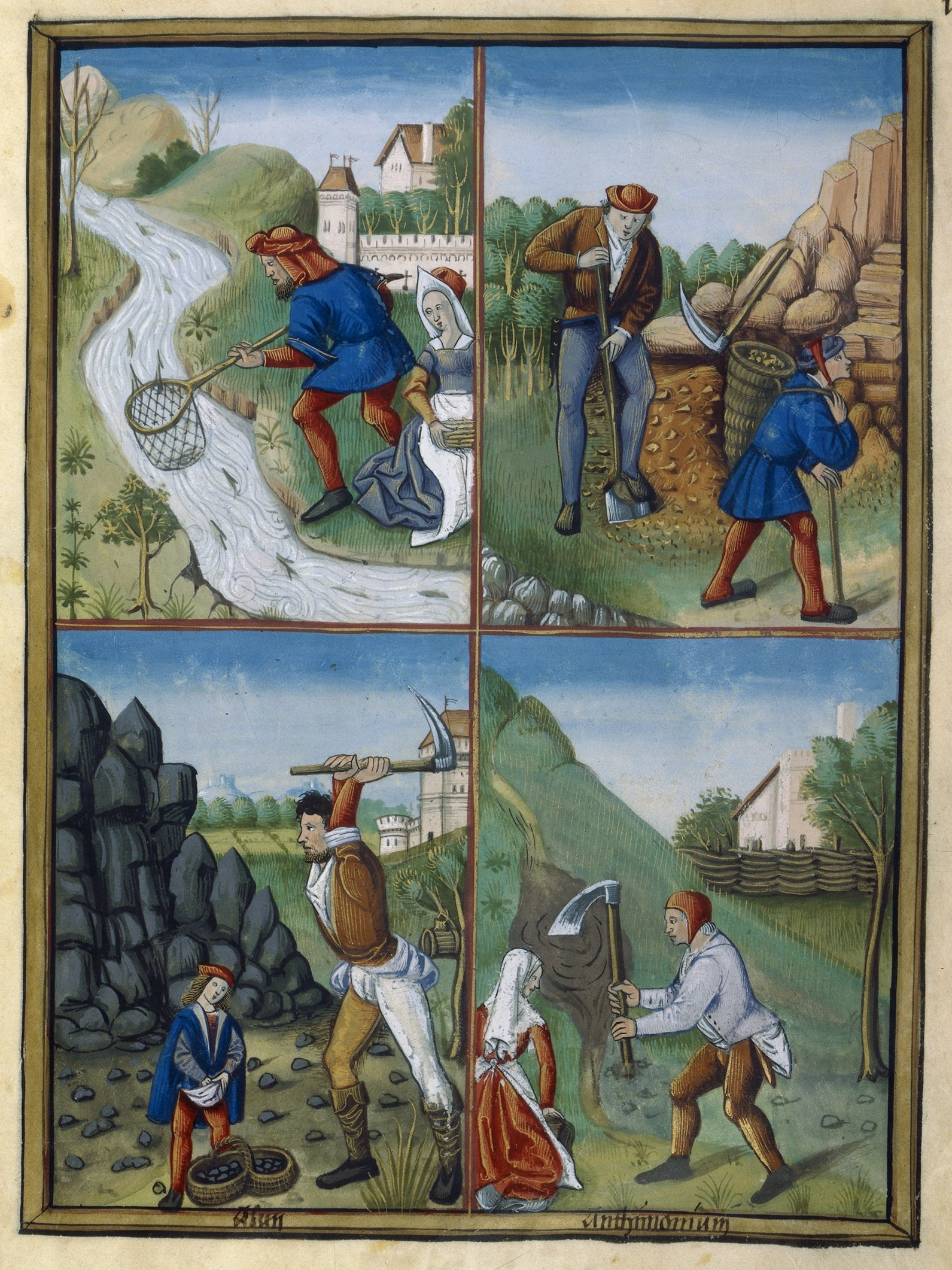
Métaux et minéraux
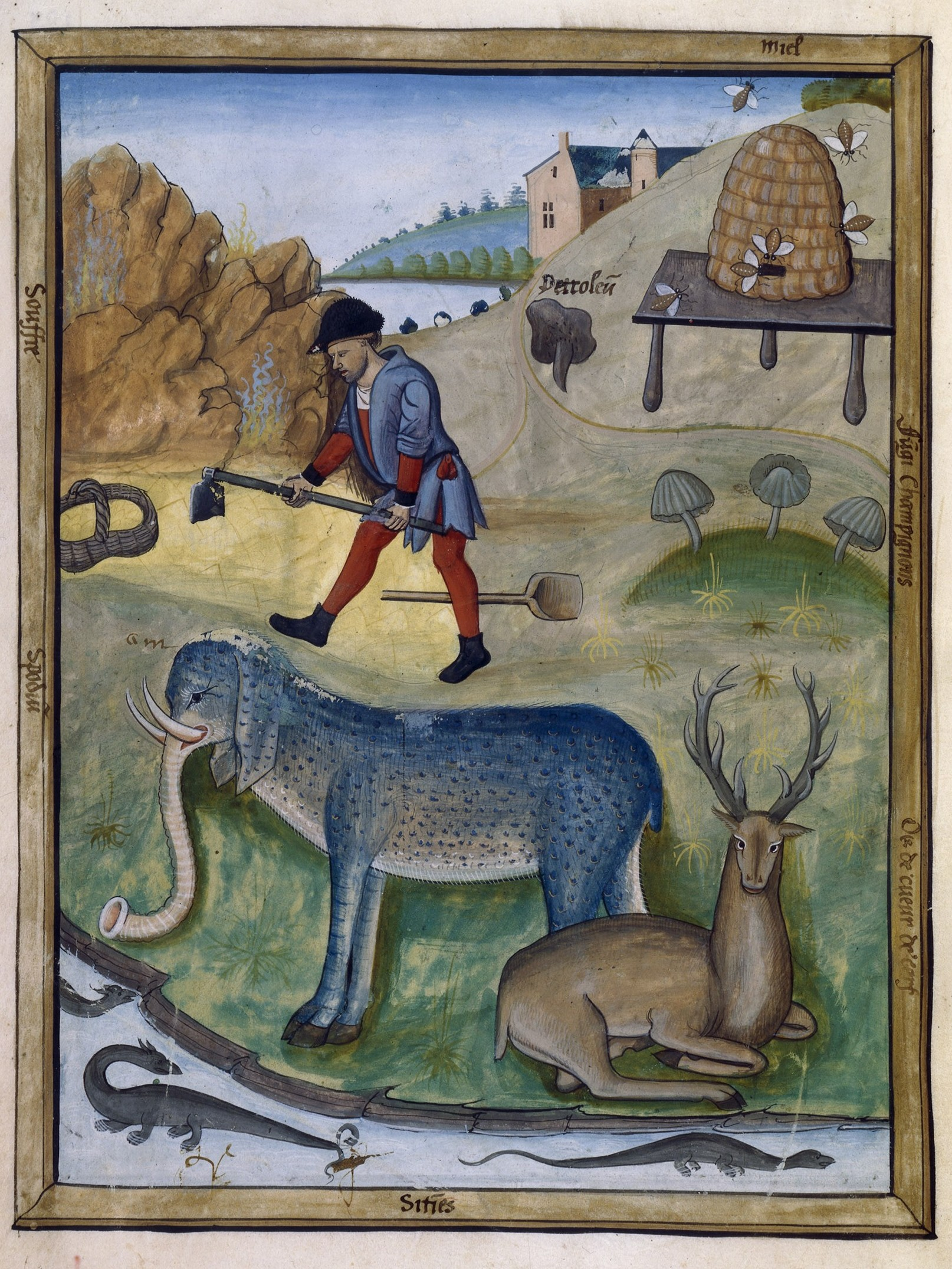
Matières animales
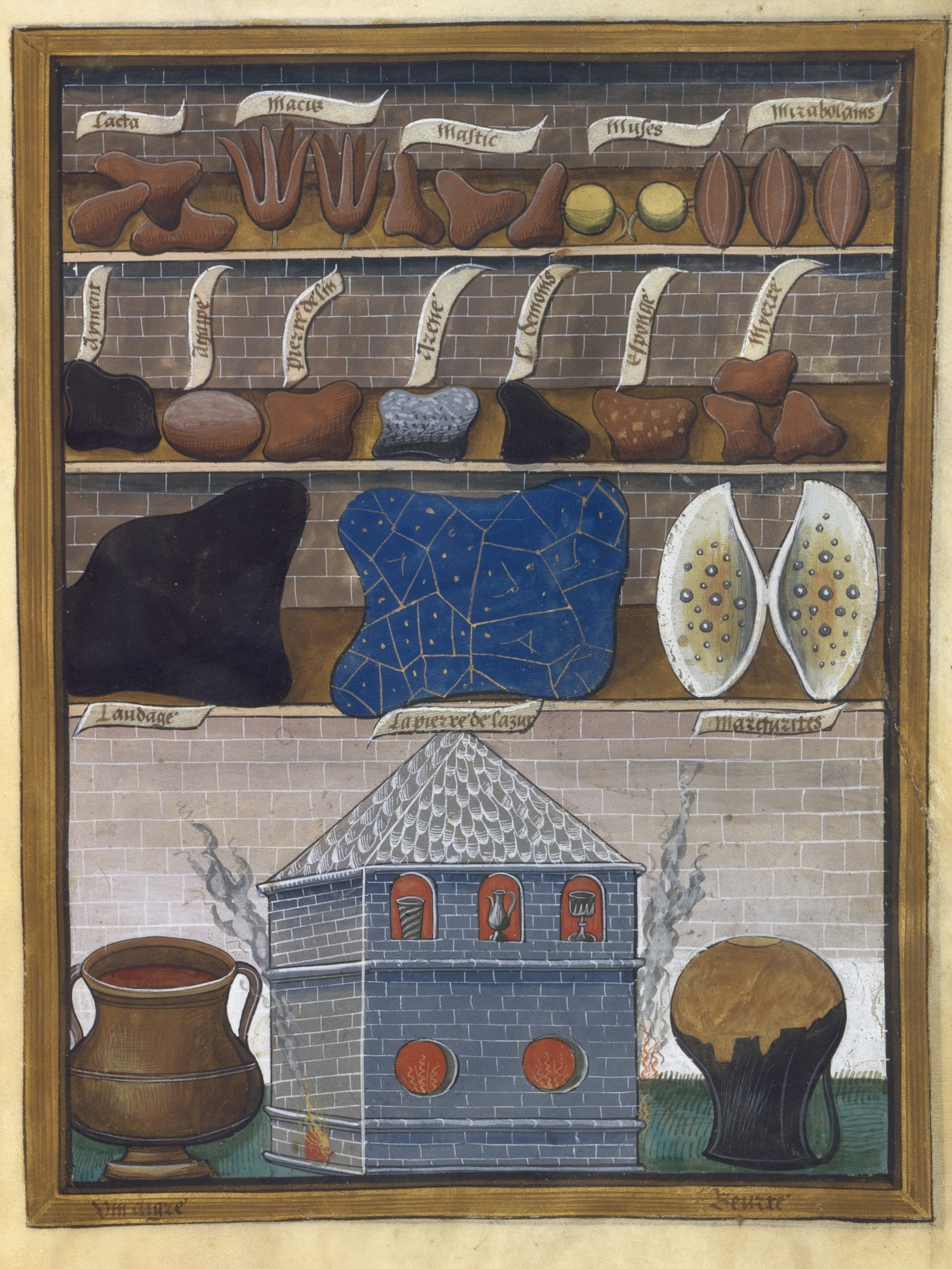
Autres substances

### Herbes
A
- Absinthe : De absinthio
- Acanthe molle : De acanthum, De branca ursina
- Achillée maritime : De cotonaria (?)
- Achillée millefeuille : De millefolium
- Aconit anthore : De anthora
- Acore odorant : De calamo aromatico
- Adiante cheveux-de-Vénus : De adianthos, De capillo Venere
- Aigremoine eupatoire : De agrimonia, De eupatorio (?)
- Ail cultivé : De allio, De ieribulbo (?)
- Ail doré : De inmolo
- Ail des vignes : De scordeon
- Alchémille : De leontopodion
- Aloès officinal : De aloen
- Amarante tricolore : De gelesia
- Ambroisie maritime : De ambroxiana
- Ammi visnage : De ameos
- Amome : De amomo (?)
- Anémone hépatique : De epatica (?), De trinitas herba (?)
- Aneth : De aneto
- Anis : De aniso
- Aristoloche à feuilles rondes : De aristologia
- Aristoloche clématite : De aristologia longa
- Armoise commune : De arthemisia
- Arroche des jardins : De atriplex
- Arum d'Italie : De iaro, De pes vitulo
- Arum tacheté : De iaro (?)
- Asaret : De asaro
- Asperge : De sparaco
- Asperge à feuilles étroites : De palatio leporis
- Asperge officinale : De palatio leporis (?)
- Aspérule à l'esquinancie : De herba vitis
- Asphodèle-cerise : De affodillis
- Asphodéline jaune : De astula regia
- Athamante de Crète : De dauco (?)
- Aubergine : De melongiano
- Grande Aunée : De enula
- Avoine : De avena
- Azurite : De hecino

B
- Grande Balsamite : De herba sancte Marie
- Grande Bardane : De bardana, De lappacioli (?)
- Basilic : De ocimo
- Bec-de-grue musqué : De muscata herba
- Belladone : De faba inversa
- Benoîte commune : De gariofilata
- Bétoine : De bectonica
- Grande Berle : De sistra
- Betterave : De bleta, De sicla
- Boucage saxifrage : De sasifriga (?)
- Bourrache officinale : De borrago
- Bourse-à-pasteur : De bursa pastoris
- Brunelle commune : De consolida minori
- Bryone blanche : De vite alba (?)
- Bryone dioïque : De brionia, De vite alba
- Bugle petit-pin : De camepitheos, De iva herba
- Buglosse officinale : De buglosa

C
- Calament des champs : De isopo
- Calament népéta : De menta romana
- Calament officinal : De calamento
- Caméléon blanc : De camelleunta alba
- Caméléon noir : De camelleunta nigra
- Grande Camomille : De arthemisia leptaphilos, De piretro (?)
- Petite Camomille : De camomilla
- Camomille puante : De cotula fetida
- Camomille romaine : De camomilla (?)
- Cannabis : De canapa
- Canne à sucre : De canna mellis, De zuchara
- Canne de Provence : De canna
- Capillaire des murailles : De politrico
- Cardamome : De amomo, De cardamomo
- Cardère : De camelleunta nigra
- Cardère sauvage : De virga pastoris
- Carotte : De dauco
- Caroubier : De xillocaracta
- Carthame des teinturiers : De croco ortensi
- Carvi : De ameos (?), De carvi
- Céleri : De appio
- Petite Centaurée : De centaurea
- Centaurée chausse-trape : De secchacul
- Cerfeuil : De cerfollio
- Cétérach officinal : De ceterach
- Chardon à glu : De camelleunta alba (?)
- Grande Chélidoine : De celidonia
- Chèvrefeuille : De caprifollio, De matrisilva
- Chicorée endive : De endivia
- Chicorée sauvage : De eliotropion, De sponsa solis
- Chiendent officinal : De gramen
- Choux : De caulibus
- Grande Ciguë : De cicuta
- Petite Ciguë : De sinoni
- Clématite flammette : De flammula
- Cochléaire officinale : De brictanica
- Colocase : De culcasia
- Concombre : De cucumeris
- Concombre d'âne : De electerio
- Consoude officinale : De consolida maiori
- Petite Consoude : De consolida minori
- Consoude tubéreuse : De consolida media
- Coquelicot : De papavere
- Coquelourde des jardins : De cotonaria
- Coqueret : De solatro rustico
- Coriandre : De coliandro
- Costus : De costo
- Cotonnier herbacé : De bombace
- Courge-bouteille : De cucurbita
- Crambe maritime : De strucio
- Cresson de fontaine : De nasturcio
- Cresson des jardins : De senationes (?)
- Cresson officinal : De senationes
- Criste marine : De cretano
- Cumin : De cimino
- Cuscute du lin : De cuscute
- Cuscute du thym : De epithimo
- Cyclamen de Naples : De ciclamine
- Cytinelle : De ipoquistidos

D
- Daphné bois-gentil : De laureola (?)
- Daphné lauréole : De faciusvideon (?), De laureola
- Digitaire sanguine : De sanguinaria
- Dolique : De fagiolis
- Dompte-venin officinal : De antiformaco, De vincetosice
- Doronic à feuilles cordées : De deronici

E
- Échalote : De scaloneis
- Épiaire des bois : De viperina
- Épinard : De spinaca
- Euphorbe (suc) : De diagridio
- Euphorbe épurge : De cattaputia
- Euphorbe ésule : De anabulla (?), De esula, De titimallum (?)
- Euphorbe petit-cyprès : De anabulla (?), De titimallum (?)
- Euphraise : De eufragia

F
- Fenouil des Alpes : De meu, De sistra (?)
- Fenouil commun : De feniculo
- Fenouil d'eau : De appio ranino
- Fenouil de porc : De herba tua, De peucedano
- Fenugrec : De fenu greco
- Férule commune : De ferula
- Fève : De fabe commune
- Ficaire : De appio emorroidarum (?)
- Filipendule commune : De fillipendula
- Grande Fougère : De filicem (?)
- Fougère mâle : De filicem (?), De filice masculo
- Fraisier des bois : De fragula
- Fraxinelle : De diptamo
- Froment : De tritico
- Fumeterre officinale : De fumo terre

G
- Gaillet gratteron : De spargula
- Galbanum : De galbano
- Galéga officinal : De capragine
- Garance des teinturiers : De grias (?), De rubea
- Genêt à balais : De genestra (?)
- Gentiane jaune : De gentiana
- Géranium colombin : De pede columbino
- Géranium Herbe à Robert : De muscata herba
- Germandrée : De eupatorio
- Germandrée petit-chêne : De camedreos
- Germandrée tomenteuse : De polio
- Gesse : De robillis
- Gingembre : De zinzibere
- Glaucienne écarlate : De cennerugio
- Grassette commune : De grias
- Gratiole officinale : De gratiadeo
- Grémil : De candellaria (?)
- Grémil officinal : De granorum solis
- Guimauve officinale : De altea, De malva ortense, De malva (?)

H
- Hélianthème commun : De fistularia
- Héliotrope commun : De herba rabiosa, De rabiosa
- Hellébore blanc : De candellaria, De elebore albo
- Hellébore noir : De elleboro nigro
- Henné : De alcanna
- Hépatique des fontaines : De epatica
- Herbe à chameau : De squinanto
- Herbe de la Trinité : De trinitas herba
- Houblon : De luppulo
- Hysope : De isopo

I
- Immortelle commune : De sticados citrino
- Iris faux-acore : De acoro
- Iris fétide : De exifion, De spatula fetida
- Iris de Florence : De ireos
- Iris tubéreux : De hermodactilis
- Ivraie enivrante : De lollio, De zizania

J
- Jasmin d'Arabie : De sambaco
- Jasmin officinal : De sambaco (?)
- Joubarbe des toits : De semperviva
- Jujube : De iuiubis
- Jusquiame noire : De iusquiamo

L
- Laiteron maraîcher : De endivia (?), De lactuca leporina (?)
- Laitue cultivée : De lactuca
- Laitue scariole : De lactuca sylvestri, De lactuca silvatica
- Laitue vireuse : De lactuca silvatica, De lactuca sylvestri
- Lamier pourpre : De viperina (?)
- Lampourde glouteron : De lappacioli
- Langue-de-bouc : De lingua yrcina
- Langue-de-chien : De lingua canis
- Laurier-rose : De oleander
- Lavande : De golgema
- Lavande stéchade : De sticados arabico
- Lavatère : De malva ortense (?)
- Lentille cultivée : De lenticulis
- Petite Lentille-d'eau : De lenticulis aquaticis
- Lin cultivé : De linosa
- Linaire commune : De linaria (?)
- Linaire rampante : De linaria
- Lis maritime : De narcisco
- Liseron des haies : De vilubidis
- Liseron soldanelle : De soldanea
- Livèche : De levisticho
- Lotier corniculé : De trinitas herba (?)
- Lupin blanc : De lupinis
- Lupin jaune : De lupinis (?)
- Lycion : De litio
- Lys : De lilio

M
- Maceron : De macedonicis
- Manne : De manna
- Marjolaine : De maiorana
- Marrube blanc : De marrubium
- Mauve : De malva
- Grande Mauve : De malvaeviscus
- Mélilot officinal : De mellilotum
- Mélisse officinale : De melissa
- Melon : De melonis Palestine (?)
- Menthe : De menta
- Menthe aquatique : De mentastrum (?), De sisimbro (?)
- Menthe poivrée : De menta romana (?)
- Menthe pouliot : De pulegio
- Menthe sylvestre : De mentastrum
- Mercuriale annuelle : De linochitis, De mercuriali
- Millet commun : De milio, De panico
- Faux Millet : De palleo
- Millepertuis perforé : De ipericon
- Molène Bouillon blanc : De tapsus verbascus
- Morelle noire : De strigno
- Mors-du-Diable : De morsus diaboli
- Moutarde blanche : De sinapi
- Muscari à toupet : De ieribulbo

N
- Navet : De rapa
- Nénuphar blanc : De nenufar
- Nénuphar jaune : De nenufar (?)
- Nielle des blés : De git
- Nigelle de Damas : De nigella
- Nigelle cultivée : De nigella (?)
- Nombril-de-Vénus : De cottidilion

O
- Oignon : De cepa
- Opium : De opio
- Opoponax : De oppoponac
- Orcanette des teinturiers : De alcanna (?)
- Orchis : De satirion
- Orchis tacheté : De palma Christi
- Orge commune : De ordeum
- Orge des rats : De palleo (?)
- Origan : De origano
- Orpin âcre : De vermicularis
- Orpin reprise : De faba grassa
- Grande Ortie : De urtica
- Ortie royale : De tetrahit
- Oseille : De acetoso, De lapatio acuto
- Oxalis petite-oseille : De alleluia

P
- Panais : De baucia
- Pâquerette : De primule veris
- Pariétaire officinale : De ostriago, De paritaria
- Passerage des champs : De nasturcio agresti
- Grande Passerage : De rodalda
- Pastel des teinturiers : De indaco
- Pastèque : De citrolis, De melonis Palestine
- Pavot somnifère : De papavere
- Persil cultivé : De petroselino
- Persil de montagne : De valde bona
- Grande Pervenche : De provincha (?)
- Petite Pervenche : De provincha
- Pied-de-pigeon : De pede columbino
- Pied-de-veau : De pes vitulo
- Pigamon jaune : De silfio
- Piloselle : De pilosella
- Grande Pimprenelle : De pinpinella (?)
- Petite Pimprenelle : De pinpinella, De sorbastrella
- Pissenlit officinal : De lactuca leporina
- Pivoine : De peonia
- Plantain corne-de-cerf : De cornu cervino
- Grand Plantain : De plantagho
- Plantain lancéolé : De lanceolata, De plantagho
- Plantain pucier : De psillio
- Poireau : De porris
- Pois chiche : De cicerum
- Polypode commun : De filicem (?), De pollipodio
- Potamot nageant : De faciusvideon
- Potentille rampante : De pentaphilon
- Pourpier maraîcher : De portulaca
- Prêle : De ippirum
- Primevère : De herba paralisis
- Psoralée bitumineuse : De trinitas herba (?)
- Pulicaire dysentérique : De policaria
- Pulicaire odorante : De incensaria
- Pulmonaire à feuilles étroites : De pulmonaria
- Pulmonaire officinale : De pulmonaria (?)
- Pyrèthre d'Afrique : De piretro (?)
- Pyrèthre de Dalmatie : De piretro

R
- Radis : De radix
- Raifort : De rafano
- Ravenelle : De rapistro
- Renoncule : De appio emorroidarum
- Renoncule scélérate : De appio riso
- Renouée bistorte : De bistorta
- Renouée des oiseaux : De polligonia
- Renouée persicaire : De persicaria
- Rhubarbe cultivée : De reubarbaro
- Rhubarbe sauvage : De reupontico
- Riz : De riso
- Romarin : De rosmarinus
- Ronce commune : De rubus
- Roquette : De eruca
- Rose (étamines) : De anthera
- Rose (fleur) : De rosa
- Roseau commun : De canna (?)
- Rouvet blanc : De genestinsula
- Rue des montagnes : De ruta
- Rue officinale : De ruta

S
- Sabine : De savina
- Safran : De croco
- Salsifis des prés : De leontopodion (?)
- Saponaire officinale : De saponaria
- Sarriette : De saturegia
- Sauge : De eupatorio (?)
- Sauge commune : De gallitrico
- Sauge officinale : De salvia
- Sauge sclarée : De gallitrico (?)
- Saxifrage granulée : De sasifriga
- Scabieuse des champs : De scabiosa
- Scabieuse colombaire : De scabiosa (?)
- Scammonée (suc) : De diagridio
- Sceau-de-Salomon odorant : De sigillum sancte Marie
- Scille maritime : De squilla
- Scolopendre : De scolopendria
- Scrofulaire noueuse : De scrofularia
- Séné : De sene
- Séneçon commun : De sanationum
- Sermontain : De siseleos
- Serpentaire commune : De serpentaria
- Serpolet : De serpillo
- Sésame : De sissamo
- Sisymbre officinal : De sisimbro
- Souchet long : De cipero
- Souci officinal : De calendula
- Spartier : De genestra
- Staphisaigre : De stafisagria

T
- Tamier commun : De viticella
- Tanaisie commune : De arthemisia tagantes
- Thapsie : De tapsia
- Thym : De herpillos
- Tormentille : De deronici (?), De torbentilla
- Trèfle : De trifolium, De trinitas herba (?)
- Tribule terrestre : De tribulo marino
- Tussilage : De appolinaris

V
- Valériane celte : De saliunca
- Valériane phu : De fu
- Véronique petit-chêne : De camedreos (?)
- Verveine officinale : De berbena
- Vigne cultivée : De inantes
- Violette odorante : De viola

Z
- Zédoaire : De zedoaria

### Arbres, fruits et résines
A
- Abricot : De grisomiliis
- Amande amère : De amigdalis amaris
- Amande douce : De amigdalis dulcibus
- Ambre jaune : De karabe
- Anacarde d'Orient : De anacardis
- Arbousier : De albatris
- Arbre à chapelets : De paratella
- Ase fétide : De assa fetida

B
- Banane plantain : De musa
- Baume de Galaad : De balsamo, De xillo balsamo
- Bdellium : De bdellio
- Bois d'aloès : De aloen ligno, De xillo aloes
- Borasse : De borace
- Buis commun : De buxo

C
- Canéficier : De cassia fistula
- Cannelle : De cinnamomo
- Câprier : De capparo
- Cardamome : De amomo, De cardamomo
- Casse : De cassia lignea
- Cédrat : De pomo citrino
- Champignons : De fungis
- Chardon-Marie : De bedeguard
- Châtaigne : De castanee
- Clou de girofle : De gariofilis
- Coing : De mela citonia
- Colophane : De colofonia
- Coloquinte officinale : De coloquintida
- Cormier : De sorbis
- Cubèbe : De cubebe
- Cyprès commun : De cipresso

D
- Datte : De dactilis

E
- Épine-du-Christ : De spina benedicta
- Épine-vinette : De berberis
- Euphorbe résinifère : De euforbio

F
- Figue : De ficubus
- Fragon : De brusci
- Frêne élevé : De fraxino
- Fusain : De fusago

G
- Galanga : De galanga
- Galle du chêne : De galla
- Galle musquée : De galia muscata
- Gattilier : De agno casto
- Genièvre : De iunipero
- Gomme adragante : De dragaganto
- Gomme arabique : De gummi arabicum
- Gomme élémi : De gumma elemin
- Gomme-gutte : De borace (?)
- Gomme-laque : De lacca
- Grenade : De malorum granatorum
- Grenadier (fleur) : De balaustia
- Griotte : De cerasarum

L
- Langue-d'oiseau : De lingua avis
- Laurier vrai : De lauro
- Lierre grimpant : De edera nigra

M
- Macis : De macis
- Mandragore : De mandragora
- Maniguette : De nux sciarca
- Mastic : De mastix
- Mûre : De moris
- Myrobolan : De mirobalanis
- Myrobolan emblique : De emblici
- Myrrhe : De mirra
- Myrte commun : De mirta
- Myrtille : De mirta (?)

N
- Nard : De spica
- Nèfle : De nespilis
- Noisette : De avellanis
- Noix : De nucibus
- Noix de coco : De nux indica
- Noix de muscade : De nux muscata
- Noix vomique : De nux vomica

O
- Oliban : De olibano
- Olive : De olivis
- Olive (huile) : De oleo

P
- Pêche : De persiche
- Pin parasol : De pineis
- Pistache : De pistaciis
- Pistachier lentisque : De lentischo
- Poire : De piris
- Poivre noir : De pipere
- Poix : De pice
- Polypore du mélèze : De agarico
- Pomme sauvage : De mala matiana
- Prune : De prunis
- Prunellier : De acatia

R
- Raisin : De uva
- Raisin sec : De passulis
- Réglisse : De liquiritia

S
- Sagapénum : De serapino
- Sandaraque : De bernice
- Sang-dragon : De sanguine draconis
- Santal blanc : De sandalis
- Sarcocolle : De sarcocolla
- Saule : De salix
- Sébeste : De sebesten
- Storax : De storax
- Sumac des corroyeurs : De sumac
- Sureau noir : De sambuco
- Sureau yèble : De ebulo

T
- Tamarinier : De oxifenicia
- Tamaris : De tamariscus
- Térébenthine du Pin : De terbentina
- Turbith : De turbith

### Métaux et minéraux
- Airain brûlé (oxyde cuivreux) : De ere usto
- Alun de potassium : De alumine
- Antimoine (stibine) : De antimonio
- Asphalte : De aspalto
- Bol d'Arménie : De bolo armenico
- Céruse : De cerusa
- Chaux vive : De calce viva
- Corail : De corallo
- Fer (scories) : De ferro
- Gomme ammoniaque : De armoniaco
- Hématite : De ematites
- Lapis-lazuli : De lapide lazuli
- Litharge : De litargirio
- Nitre : De nitro
- Or : De auro
- Orpiment : De auripigmento
- Perle : De margaritis
- Pétrole : De petroleo
- Pierre d'aimant : De lapide magnetis
- Pierre d'Arménie : De lapide armenico
- Pierre de lynx : De lapide lincis
- Pierre d'éponge : De lapide spongie
- Pierre du démon : De lapis demonis
- Pierre judaïque : De lapide agapis
- Plomb : De plumbo
- Ponce : De spume maris
- Soufre : De sulphure
- Terre sigillée : De terra sigillata
- Vif-argent (mercure) : De argento vivo
- Vitriol : De dragganto, De vitriolo

### Matières animales
- Ambre gris : De ambra
- Bellicule : De belliculi
- Blatte de Byzance : De blacte Bizantiis
- Castoréum : De castoreo
- Musc : De musco
- Noir d'ivoire : De spondio
- Os du cœur du Cerf : De ossis de corde cervi
- Os de seiche : De ossis sepie
- Scinque officinal : De stinco

### Autres substances
- Amidon : De amido
- Beurre : De butyro
- Camphre : De camphora
- Labdanum : De laudano
- Miel : De melle
- Momie : De mumia
- Pénide : De pennidiis
- Savon : De sapone
- Sel (marin) : De sale
- Sel ammoniac : De sale armoniaco
- Sel gemme : De sale gemma
- Semoule : De grano fracto
- Son de blé : De cantabro
- Suie : De fuligo
- Tartre : De tartaro
- Toile d'araignée : De tela aranea
- Verre : De vitro
- Vinaigre : De aceto
- Zipule : De zibullis

### Non classés
- Béhen blanc, Béhen rouge : De beem
- Bois de Sappan : De braxillo
- Chardon béni : De suchaa
- Écailles de cuivre : De lepidos calce
- Éponge : De spongia
- Germandrée petit-chêne : De ghimandrea
- Gland : De glandes
- Lycope : De peristereon
- Malobathre : De malabatrum
- Matricaire : De crispula
- Molène : De andronica
- Mouron blanc, Mouron bleu, Mouron rouge : De auricula muris
- Pâtes alimentaires : De tri
- Pied-de-lièvre : De pede leporino
- Talc : De terre stelle

### Liste des ouvrages
| Cote abrégée | Référence complète                                           | Origine et datation                          | Lien externe       |
| ------------ | ------------------------------------------------------------ | -------------------------------------------- | ------------------ |
| Eg.747       | Londres, British Library, ms. Egerton 747.                   | Italie du Sud (Salerne), entre 1280 et 1350. | Manuscrit numérisé |
| Pal.586      | Florence, Bibliothèque nationale centrale, ms. Palatino 586. | France du Sud, vers 1350.                    | Manuscrit numérisé |
| K.II.11      | Bâle, Bibliothèque universitaire, ms. K II 11.               | Espace allemand centre-oriental, vers 1450.  | Manuscrit numérisé |
| α.l.09.28    | Modène, Bibliothèque Estense, ms. alfa.l.09.28.              | France de l'Est (Bourg-en-Bresse), 1458.     | Manuscrit numérisé |

| Cote abrégée | Référence complète                                             | Origine et datation                           | Lien externe       |
| ------------ | -------------------------------------------------------------- | --------------------------------------------- | ------------------ |
| Lat.6823     | Paris, Bibliothèque nationale de France, ms. Latin 6823.       | Italie du Sud, début du XIVe siècle.          | Manuscrit numérisé |
| M.873        | New York, Morgan Library and Museum, ms. M. 873.               | Italie du Nord (Vénétie), entre 1350 et 1375. | Manuscrit numérisé |
| Mas.116      | Paris, Bibliothèque de l'École des Beaux-Arts, ms. Masson 116. | Italie du Nord (Padoue), vers 1370.           | Manuscrit numérisé |
| Sl.4016      | Londres, British Library, ms. Sloane 4016.                     | Italie du Nord (Lombardie), vers 1440.        | Manuscrit numérisé |
| Cas.459      | Rome, Bibliothèque Casanatense, ms. 459.                       | Italie du Nord (Milan), fin du XIVe siècle.   | Manuscrit numérisé |
| Cim.79       | Munich, Bibliothèque universitaire, ms. Cim. 79.               | Nord des Alpes, après 1440.                   | Manuscrit numérisé |

| Cote / titre | Référence complète                                           | Origine et datation                           | Lien externe       |
| ------------ | ------------------------------------------------------------ | --------------------------------------------- | ------------------ |
| Ars.2888     | Paris, Bibliothèque de l'Arsenal, ms. 2888.                  | France du Nord (Flandre), entre 1425 et 1450. | Manuscrit numérisé |
| Fr.12322     | Paris, Bibliothèque nationale de France, ms. Français 12322. | France de l'Ouest, entre 1520 et 1530.        | Manuscrit numérisé |
| Gr. Herb.    | Le Grant Herbier en françoys, Paris, Jacques Nyverd, 257 p.  | Paris, entre 1514 et 1542.                    | Livre numérisé     |

### Liste des sources
| Référence abrégée     | Référence complète |
| Sources majeures      | Sources majeures |
| --------------------- | --- |
| Platearius            | Matthieu Platearius, Circa instans, Salerne, XIIe siècle.                                                                  |
| Pseudo-Apulée         | Pseudo-Apulée, Herbarius, Carthage, IVe siècle.                                                                            |
| Isaac Israeli         | Isaac Israeli, De diaetis particularibus, Kairouan, Xe siècle.                                                             |
| Sources mineures      | |
| Alphita               | Anonyme, Alphita, Salerne, XIIe – XIIIe siècle.                                                                            |
| Antidotaire Nicolas   | Pseudo-Nicolas de Salerne, Antidotarium, Salerne, XIe – XIIe siècle.                                                       |
| Antonius Musa         | Pseudo-Antonius Musa, De herba vettonica liber (probablement rédigé au IVe siècle).                                        |
| Avicenne              | Avicenne, Liber canonis, Hamadan, XIe siècle (traduit par Gérard de Crémone).                                              |
| Const. Afr., grad.    | Constantin l'Africain, Liber de gradibus, Mont-Cassin, XIe siècle (traduction de l'ouvrage d'Ibn Al Jazzar du Xe siècle).  |
| Const. Afr., panteg.  | Constantin l'Africain, Liber pantegni (en), Mont-Cassin, XIe siècle (traduction de l'ouvrage de Haly Abbas du Xe siècle).  |
| Dioscoride alph.      | Dioscoride, De materia medica, Anazarbe, Ier siècle (traduit en latin et réorganisé par ordre alphabétique au XIe siècle). |
| Macer Floridus        | Macer Floridus, De viribus herbarum, Orléanais, XIe siècle.                                                                |
| Pierre d'Espagne      | Pierre d'Espagne, De egritudinibus oculorum, Sienne, XIIIe siècle.                                                         |
| Platearius, Lib. iste | Matthieu Platearius, Liber iste, Salerne, XIIe siècle.                                                                     |